# Elecciones al Senado de México de 2024
Las elecciones al Senado de México de 2024 son parte de las elecciones que se celebraron en México el 2 de junio de 2024 en las que se renovaron todos los cargos federales de elección popular: presidente de la República, diputados federales y senadores; así como diversos cargos de carácter local: gobernadores, congresos locales y alcaldes.
Los electos en estas elecciones formarán parte de las legislaturas LXVI y LXVII del Congreso de la Unión. Aquellos senadores que lleguen por primera vez podrán buscar su reelección en los siguientes comicios.

## Resultados generales
|  | 12.36 % |

|  | 0 % |

|  | 1.99 % |

|  | 0 % |

|  | 3.74 % |

|  | 0 % |

|  | 0 % |

|  | 67.7 % |

|  | 0 % |

|  | 1.98 % |

|  | 0 % |

|  | 0.54 % |

|  | 0 % |

|  | 0.13 % |

|  | 0 % |

|  | 0 % |

|  | 27.74 % |

|  | 0 % |

|  | 10.94 % |

|  | 0 % |

### Composición del Senado
| Partido | Partido                              | Senadores Mayoría relativa | Senadores Primera minoría | Senadores Plurinominales | Total |
| ------- | ------------------------------------ | -------------------------- | ------------------------- | ------------------------ | ----- |
|         | Morena                               | 44                         | 2                         | 14                       | 60    |
|         | Partido Acción Nacional              | 4                          | 12                        | 6                        | 22    |
|         | Partido Revolucionario Institucional | 0                          | 12                        | 4                        | 16    |
|         | Partido Verde Ecologista de México   | 9                          | 2                         | 3                        | 14    |
|         | Partido del Trabajo                  | 7                          | 0                         | 1                        | 8     |
|         | Movimiento Ciudadano                 | 0                          | 2                         | 4                        | 6     |
|         | Partido de la Revolución Democrática | 0                          | 2                         | 0                        | 2     |
| Total   | Total                                | 64                         | 32                        | 32                       | 128   |

## Mayoría relativa
| Entidad federativa  | Senadores | Senadores                         | Senadores | Senadores                       |
| ------------------- | --------- | --------------------------------- | --------- | ------------------------------- |
| Aguascalientes      |           | María De Jesús Díaz Marmolejo     |           | Juan Antonio Martín del Campo   |
| Baja California     |           | Julieta Ramírez Padilla           |           | Armando Ayala Robles            |
| Baja California Sur |           | Lucía Trasviña Waldenrath         |           | Homero Davis Castro             |
| Campeche            |           | María Martina Kantún Can          |           | Aníbal Ostoa Ortega             |
| Chiapas             |           | Sasil de León Villard             |           | José Manuel Cruz Castellanos    |
| Chihuahua           |           | Andrea Chávez Treviño             |           | Juan Carlos Loera de la Rosa    |
| Ciudad de México    |           | Omar García Harfuch               |           | Ernestina Godoy Ramos           |
| Coahuila            |           | Cecilia Guadiana Mandujano        |           | Luis Fernando Salazar Fernández |
| Colima              |           | Virgilio Mendoza Amezcua          |           | Ana Karen Hernández Aceves      |
| Durango             |           | Alejandro González Yáñez          |           | Margarita Valdéz Martínez       |
| Guanajuato          |           | Ricardo Sheffield                 |           | Virginia Marie Magaña Fonseca   |
| Guerrero            |           | Beatriz Mojica Morga              |           | Félix Salgado Macedonio         |
| Hidalgo             |           | Simey Olvera Bautista             |           | Cuauhtémoc Ochoa Fernández      |
| Jalisco             |           | Carlos Lomelí Bolaños             |           | Rocío Corona Nakamura           |
| Estado de México    |           | Higinio Martínez Miranda          |           | Mariela Gutiérrez Escalante     |
| Michoacán           |           | Celeste Ascencio Ortega           |           | Raúl Morón Orozco               |
| Morelos             |           | Víctor Aureliano Mercado Salgado  |           | Juanita Guerra Mena             |
| Nayarit             |           | Jasmine Bugarín Rodríguez         |           | Pavel Jarero Velázquez          |
| Nuevo León          |           | Waldo Fernández González          |           | Blanca Judith Díaz Delgado      |
| Oaxaca              |           | Antonino Morales Toledo           |           | Luisa Cortés García             |
| Puebla              |           | Moisés Ignacio Mier Velazco       |           | Lizeth Sánchez García           |
| Querétaro           |           | María Guadalupe Murguia Gutiérrez |           | Agustín Dorantes Lámbarri       |
| Quintana Roo        |           | Anahí González Hernández          |           | Eugenio Segura Vázquez          |
| San Luis Potosí     |           | Ruth Miriam González Silva        |           | Gilberto Hernández Villafuerte  |
| Sinaloa             |           | Imelda Castro Castro              |           | Enrique Inzunza Cazárez         |
| Sonora              |           | Lorenia Valles Sampedro           |           | Heriberto Aguilar Castillo      |
| Tabasco             |           | Alejandra Berenice Arias Trevilla |           | Óscar Cantón Zetina             |
| Tamaulipas          |           | Olga Patricia Sosa Ruiz           |           | José Ramón Gómez Leal           |
| Tlaxcala            |           | Ana Lilia Rivera Rivera           |           | José Antonio Álvarez Lima       |
| Veracruz            |           | Claudia Tello Espinosa            |           | Manuel Huerta Ladrón de Guevara |
| Yucatán             |           | Verónica Camino Farjat            |           | Jorge Carlos Ramírez Marín      |
| Zacatecas           |           | Verónica del Carmen Díaz Robles   |           | Saúl Monreal Ávila              |

## Resultados por entidad federativa

### Aguascalientes
|  | 53.52 % |

|  | 37.19 % |

|  | 6.69 % |

|  | 2.57 % |

|  | 100.00 % |

### Baja California
|  | 50.37 % |

|  | 20.44 % |

|  | 10.40 % |

|  | 8.30 % |

|  | 5.00 % |

|  | 5.46 % |

|  | 100.00 % |

### Baja California Sur
|  | 54.04 % |

|  | 34.31 % |

|  | 8.38 % |

|  | 3.24 % |

|  | 100.00 % |

### Campeche
|  | 48.51 % |

|  | 34.13 % |

|  | 14.47 % |

|  | 2.87 % |

|  | 100.00 % |

### Chiapas
|  | 38.28 % |

|  | 21.38 % |

|  | 16.16 % |

|  | 10.57 % |

|  | 5.65 % |

|  | 7.94 % |

|  | 100.00 % |

### Chihuahua
|  | 52.74 % |

|  | 36.51 % |

|  | 7.81 % |

|  | 2.91 % |

|  | 100.00 % |

### Ciudad de México
|  | 54.30 % |

|  | 36.23 % |

|  | 7.18 % |

|  | 2.26 % |

|  | 100.00 % |

### Coahuila
|  | 47.62 % |

|  | 46.14 % |

|  | 4.01 % |

|  | 2.20 % |

|  | 100.00 % |

### Colima
|  | 45.85 % |

|  | 32.71 % |

|  | 18.50 % |

|  | 2.92 % |

|  | 100.00 % |

### Durango
|  | 50.68 % |

|  | 40.31 % |

|  | 6.33 % |

|  | 2.65 % |

|  | 100.00 % |

### Guanajuato
|  | 43.30 % |

|  | 39.39 % |

|  | 5.94 % |

|  | 0.98 % |

|  | 7.12 % |

|  | 3.25 % |

|  | 100.00 % |

### Guerrero
|  | 43.53 % |

|  | 20.48 % |

|  | 12.75 % |

|  | 9.19 % |

|  | 6.22 % |

|  | 7.79 % |

|  | 100.00 % |

### Hidalgo
|  | 46.76 % |

|  | 20.46 % |

|  | 10.62 % |

|  | 8.91 % |

|  | 8.04 % |

|  | 5.18 % |

|  | 100.00 % |

### Jalisco
|  | 40.41 % |

|  | 29.50 % |

|  | 27.33 % |

|  | 2.76 % |

|  | 100 % |

### México
|  | 56.35 % |

|  | 30.87 % |

|  | 9.97 % |

|  | 2.81 % |

|  | 100 % |

### Michoacán
|  | 50.31 % |

|  | 32.17 % |

|  | 12.50 % |

|  | 4.99 % |

|  | 100.00 % |

### Morelos
|  | 56.30 % |

|  | 26.13 % |

|  | 13.09 % |

|  | 4.46 % |

|  | 100.00 % |

### Nayarit
|  | 55.52 % |

|  | 22.48 % |

|  | 17.98 % |

|  | 4.00 % |

|  | 100.00 % |

### Nuevo León
|  | 33.94 % |

|  | 32.13 % |

|  | 31.51 % |

|  | 2.40 % |

|  | 100 % |

### Oaxaca
|  | 47.96 % |

|  | 12.79 % |

|  | 11.61 % |

|  | 8.38 % |

|  | 5.90 % |

|  | 4.07 % |

|  | 2.69 % |

|  | 6.6 % |

|  | 100 % |

### Puebla
|  | 60.66 % |

|  | 26.46 % |

|  | 8.32 % |

|  | 4.53 % |

|  | 100.00 % |

### Querétaro
|  | 44.61 % |

|  | 36.08 % |

|  | 6.30 % |

|  | 5.66 % |

|  | 2.22 % |

|  | 5.09 % |

|  | 100.00 % |

### Quintana Roo
|  | 68.27 % |

|  | 18.22 % |

|  | 10.10 % |

|  | 3.38 % |

|  | 100.00 % |

### San Luis Potosí
|  | 38.83 % |

|  | 24.85 % |

|  | 20.15 % |

|  | 7.39 % |

|  | 2.14 % |

|  | 6.60 % |

|  | 100.00 % |

### Sinaloa
|  | 49.16 % |

|  | 25.14 % |

|  | 9.03 % |

|  | 6.42 % |

|  | 4.86 % |

|  | 5.37 % |

|  | 100.00 % |

### Sonora
|  | 43.87 % |

|  | 26.10 % |

|  | 10.86 % |

|  | 9.19 % |

|  | 4.43 % |

|  | 5.51 % |

|  | 100.00 % |

### Tabasco
|  | 59.75 % |

|  | 13.59 % |

|  | 7.57 % |

|  | 7.08 % |

|  | 5.71 % |

|  | 6.27 % |

|  | 100.00 % |

### Tamaulipas
|  | 45.69 % |

|  | 28.06 % |

|  | 11.43 % |

|  | 6.94 % |

|  | 3.04 % |

|  | 4.82 % |

|  | 100.00 % |

### Tlaxcala
|  | 40.43 % |

|  | 21.34 % |

|  | 11.96 % |

|  | 10.52 % |

|  | 9.17 % |

|  | 6.54 % |

|  | 100.00 % |

### Veracruz
|  | 60.69 % |

|  | 28.64 % |

|  | 7.67 % |

|  | 2.98 % |

|  | 100.00 % |

### Yucatán
|  | 51.70 % |

|  | 39.77 % |

|  | 5.57 % |

|  | 2.93 % |

|  | 100.00 % |

### Zacatecas
|  | 46.48 % |

|  | 35.73 % |

|  | 13.61 % |

|  | 4.15 % |

|  | 100.00 % |